# Top Gear France
Cet article concerne la version française de Top Gear. Pour les autres versions de l'émission, voir Top Gear.
Top Gear France est une émission de télévision française sur l'automobile, présentée par Akram Ojjeh Junior, Franck Galiègue et Francois Dequidt. Elle est dérivée de la version britannique du même nom et est diffusée depuis le 18 mars 2015 sur la chaîne RMC Découverte en France. En Belgique, elle est diffusée de 2016 à 2018 sur Club RTL, et depuis le 28 août 2023 sur RTBF Tipik. 
Initialement présentée pendant huit saisons par Philippe Lellouche, Bruce Jouanny, Yann Larret-Menezo (surnommé Le Tone) et Luc Alphand (à partir de la saison 7), elle est animée par le duo Sylvain Levy et Pierre Chabrier (dit Vilebrequin) lors de sa neuvième saison. Cette même saison voit aussi l'arrivée d'un co-diffuseur, le service vidéo Prime Video. 
Directement inspirée de son modèle, en s'accordant aux spécificités françaises, l'émission tournée sur l'aérodrome de Brienne-le-Château mise sur l'impertinence et la contre-programmation avec des essais et des défis au volant de voitures généralement improbables, luxueuses ou sportives, dans des environnements les plus divers, allant jusqu'à mettre à l'épreuve les invités au volant d'un véhicule d'entrée de gamme pour un tour chronométré. Celle-ci se présente comme provocante, déjantée et politiquement incorrecte. Le programme enregistre, dans ses premières années, les meilleures audiences du canal 24 de la TNT française,,.

## Présentation
Un casting est réalisé auprès de deux cents candidats. Certains noms comme Christophe Dechavanne, Vincent Cerutti, Stéphane De Groodt, Vincent Perrot, Vincent Lagaf' et Stéphane Rotenberg sont avancés. Cependant, la production dévoile le 7 novembre 2014 le trio de présentateurs qui animera la version française : Celui-ci est composé de l'acteur (et ancien journaliste) Philippe Lellouche, du pilote professionnel Bruce Jouanny ainsi que de l'artiste de musique électronique et journaliste Yann Larret-Menezo, ancien rédacteur en chef du magazine Intersection. Luc Alphand les rejoint à partir de la septième saison.
Le 17 mai 2023, il est annoncé que les vidéastes Sylvain Levy et Pierre Chabrier, connus pour la chaîne automobile YouTube Vilebrequin, reprennent la présentation de l'émission.
Le 16 octobre 2024, un nouveau changement de présentateurs est annoncé lors du Mondial de l'Automobile de Paris, avec l'arrivée des vidéastes Akram Jr (Akram Ojjeih Junior), Franck My Life (Franck Galiègue) et POG (Francois Dequidt).

## Diffusion
L'émission Top Gear France est diffusée le mercredi soir sur RMC Découverte à 20 h 45 pour le premier épisode, celui-ci étant suivi d'un second à 22 h 20. La saison 6 est diffusée le jeudi soir à 20 h 50, les saisons 7 à 8 sont diffusées le mercredi soir à 21 h 05. La saison 9 est diffusée le vendredi à 21 h 10, sur RMC Découverte.
En Belgique, la première saison est diffusée sur la chaine nationale privée Club RTL à partir du 5 octobre 2016, chaque mercredi à 20 h, la seconde saison est diffusée chaque dimanche soir à 20 h dès le 5 mars 2017. Dans la foulée, la troisième saison est acquis à l'été 2017 et est diffusée à partir du 1er mars 2018 chaque jeudi, à 23 h 50. À partir du 28 août 2023, c'est la RTBF qui reprend le programme pour une diffusion de la saison 6 sur la deuxième chaîne publique nationale belge, Tipik, à raison de deux épisodes chaque lundi soir à 22h35 ainsi qu'avec des rediffusions l'après-midi chaque dimanche,.

## Composition de l'émission

### Défis
Au cours de cette séquence, les présentateurs reçoivent un budget limité pour acheter une voiture répondant à des critères précis. Pour le premier épisode, ils reçoivent 1 500 € pour acheter la voiture qui les faisait rêver dans leur enfance (une Renault Fuego, une BMW Série 3 et une Matra-Talbot Rancho). Pour le troisième épisode, Le Tone et Bruce Jouanny s'affrontent dans un match de football en voiture à bord de véhicules français et allemands, dans un remake du match comptant pour les quarts de finale de la Coupe du Monde 2014 opposant la France et l'Allemagne.

#### Classement
| Saison | Défi                                                                                          | Philippe         | Bruce      | Le Tone      |
| ------ | --------------------------------------------------------------------------------------------- | ---------------- | ---------- | ------------ |
| 1      | Les 4 éléments                                                                                | 3 points         | 25 points  | 22 points    |
| 1      | France (Bruce) - Allemagne (Le Tone)                                                          |                  | 3 buts     | 2 buts       |
| 1      | Voitures amphibies                                                                            | 1er              | 2e         | 3e           |
| 1      | Permis cascadeur niveau 1                                                                     | Obtenu           | Obtenu     | Obtenu       |
| 2      | Range Rover SVR (Bruce) contre Humvee 6 Series (Le Tone)                                      |                  | Ex aequo   | Ex aequo     |
| 2      | Jeux d'enfants (Colin-maillard, cache-cache, chaises musicales et chamboule-tout)             | 20 points        | 25 points  | 10 points    |
| 2      | Customiser le Fiat Multipla                                                                   | 8 min 0 s        | 7 min 20 s | 11 min 20 s  |
| 2      | Permis cascadeur niveau 2                                                                     | Obtenu           | Obtenu     | Obtenu       |
| 2      | Jeux olympiques « Top Gear » (Relais 4 × 100 mètres, athlétisme, lutte, pétanque et biathlon) | 20 points        | 30 points  | 20 points    |
| 3      | Les indestructibles                                                                           | 1er Ex aequo     | 2e         | 1er Ex aequo |
| 3      | Permis cascadeur niveau 3                                                                     | Obtenu           | Obtenu     | Obtenu       |
| 3      | la leçon de pilotage avec Jacques Laffite                                                     | Obtenu gain 12 s |            |              |
| 4      |                                                                                               |                  |            |              |

Légende :
En fond vert  = Le gagnant
En fond bleu = Le 2e
En fond rouge = Le perdant
En fond jaune = Égalité
En fond gris = Ne participe pas

### Courses
Les animateurs de l'émission se défient sur une course. Lors du deuxième épisode, les animateurs ainsi que le Stig traversent la ville de Paris avec des véhicules électriques.

#### Classement
| Saison                                                                               | Course                                                            | Philippe              | Bruce                 | Le Tone | Le Stig | Autre |
| ------------------------------------------------------------------------------------ | ----------------------------------------------------------------- | --------------------- | --------------------- | ------- | ------- | ----- |
| 1                                                                                    | Paris en véhicules électriques                                    | 1er                   | 2e                    | 3e      | 4e      |       |
| 1                                                                                    | Skieurs (Autre) contre Sprint Car (Bruce)                         |                       | 1er                   |         |         | 2e    |
| 1                                                                                    | Roller (Autre) contre Twingo 3 (Philippe)                         | 1er                   |                       |         |         | 2e    |
| 2                                                                                    | Course en Crazy Cart (en)                                         | 3e                    | 1er                   | 2e      |         |       |
| 2                                                                                    | Course en Nissan 370Z                                             |                       | 2e                    | 1er     |         |       |
| 2                                                                                    | Skyrunners (Autre) contre Bentley Continental GTC Speed (Le Tone) |                       |                       | 2e      |         | 1er   |
| 3                                                                                    |                                                                   |                       |                       |         |         |       |
| Citroën e-Méhari (Le Tone et Bruce Jouanny) vs mer avec l'overboard (Vincent Lagaf') |                                                                   | 1er                   | 1er                   |         | 2e      |       |
| La 208 Cup                                                                           | DERNIER ET NON CLASSE                                             | DERNIER ET NON CLASSE | DERNIER ET NON CLASSE |         |         |       |
| 4                                                                                    | Bateau à voile contre Donkervoort D8 GTO RS.                      | 2e                    | 1er                   | 2e      | 3e      |       |
| 4                                                                                    | Engin de chantier des JO 2024 .                                   | 1er                   | 2e                    | 3e      |         |       |

Légende :
En fond gris = Ne participe pas

### Le «chrono»

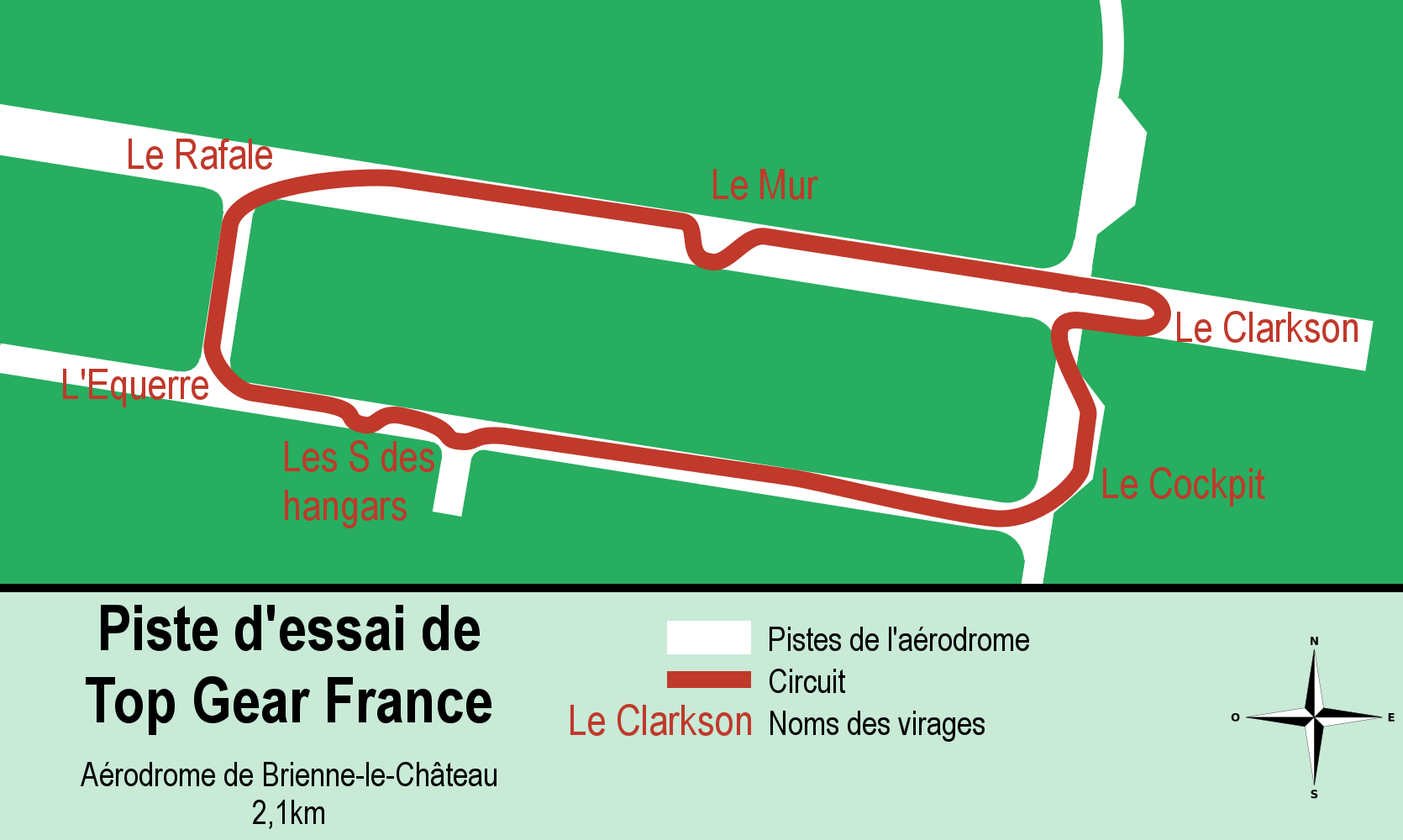
Piste d'essai de Top Gear France sur l'Aérodrome de Brienne-le-Château.

Dans cette séquence, le Stig réalise un tour sur la piste d'essai de l'émission qui se situe sur l'aérodrome de Brienne-le-Château. Le circuit a été dessiné par Bruce Jouanny puis a été mis en place sur le tarmac de l'aérodrome. Il mesure 2,1 km et comporte 7 virages.
Dès la saison 2, à la suite du renvoi de Jeremy Clarkson de la version originale de l'émission, le virage portant son nom est ironiquement renommé en « virage du mec qu'on ne peut plus citer » avant de retrouver quasiment son ancien nom lors de la saison 3 en étant renommé « Klaxon ».
Lors de la saison 4, le tracé du circuit change, mais aussi la voiture utilisée pour le défi, où une Subaru BRZ succède à la Dacia Sandero utilisée lors des trois premières saisons. Ces différences ont pour conséquences que les temps de la saison 4 ne sont pas directement comparables avec ceux des trois premières saisons; cependant, à aucun moment de l'émission il semble en être tenu compte, et les temps continuent d'être comparés indifféremment des saisons.

#### Classement ancien circuit
Ancien circuits de la saison 1 à 3.
Légende :
| Saison | Saison |
| ------ | ------ |
|        | 01     |
|        | 02     |
|        | 03     |

| Position | Temps         | Voiture                           | Saison et Émission |
| -------- | ------------- | --------------------------------- | ------------------ |
| 1        | 1 min 12 s 60 | Lamborghini Huracan LP 610.4      | S02E04             |
| 2        | 1 min 13 s 48 | McLaren 570S                      | S02E04             |
| 3        | 1 min 13 s 83 | Porsche 911 Turbo S               | S03E01             |
| 4        | 1 min 13 s 93 | Radical RXC Turbo 500             | S02E05             |
| 5        | 1 min 14 s 17 | Honda NSX                         | S03-E02            |
| 6        | 1 min 14 s 79 | McLaren 650 S Spider              | S01E06             |
| 7        | 1 min 16 s 39 | Audi R8 V10+                      | S02E06             |
| 8        | 1 min 17 s 75 | Mercedes-AMG GT S                 | S01E01             |
| 9        | 1 min 17 s 78 | Nissan Nismo GT-R (pluie)         | S01E02             |
| 10       | 1 min 18 s 33 | Porsche 718 Boxster S             | S03E07             |
| 11       | 1 min 19 s 06 | Aston Martin DB11                 | S03E04             |
| 12       | 1 min 19 s 81 | Jaguar F-Type R                   | S01E01             |
| 13       | 1 min 19 s 88 | BMW M4                            | S01E07             |
| 14       | 1 min 20 s 12 | Caterham 485R                     | S02E05             |
| 15       | 1 min 20 s 21 | BMW M2                            | S03E06             |
| 16       | 1 min 20 s 27 | Mercedes C63 AMG S                | S02E01             |
| 17       | 1 min 20 s 67 | Audi RS3                          | S02E04             |
| 18       | 1 min 22 s 10 | Golf GTI Clubsport                | S03E06             |
| 19       | 1 min 21 s 15 | Mercedes A45 AMG                  | S02E04             |
| 20       | 1 min 21 s 58 | Audi TTS                          | S02E06             |
| 21       | 1 min 22 s 64 | Ford Focus RS                     | S03E05             |
| 22       | 1 min 22 s 67 | BMW M135i                         | S02E04             |
| 23       | 1 min 22 s 76 | Bentley Bentayga                  | S03E08             |
| 24       | 1 min 22 s 77 | Ford Mustang                      | S03E05             |
| 25       | 1 min 23 s 26 | Honda Civic Type R                | S03E06             |
| 26       | 1 min 23 s 38 | Peugeot 308 II                    | S03E03             |
| 27       | 1 min 23 s 59 | Bentley Continental GTC Speed     | S02E08             |
| 28       | 1 min 23 s 69 | Range Rover SVR (pluie)           | S02E02             |
| 29       | 1 min 24 s 17 | Audi S1                           | S01E04             |
| 30       | 1 min 24 s 35 | Aston Martin V12 VSR (pluie)      | S01E03             |
| 31       | 1 min 25 s 06 | Corvette C7 Stingray (pluie)      | S01E03             |
| 32       | 1 min 26 s 17 | Peugeot 208 GTi 30e anniversaire  | S01E04             |
| 33       | 1 min 29 s 37 | Ford Fiesta ST                    | S03E04             |
| 34       | 1 min 34 s 46 | Fiat Multipla customisé par Bruce | S02E04             |

##### Refusé
2 min 21 s 22 :  Char Leclerc (pluie) Refusé pour non-respect du circuit S02E02 

#### Classement nouveau circuit
Pour renouveler le concept, un nouveau circuit est lancé dès de la saison 4. Les anciens chronos ne sont pas comptabilisés.
Légende :
| Saison | Saison |
| ------ | ------ |
|        | 04     |
|        | 05     |
|        | 06     |

| Position | Temps         | Voiture                           | Saison et Émission |
| -------- | ------------- | --------------------------------- | ------------------ |
| 1        | 1 min 2 s 18  | Ferrari F8 Tributo                | E07                |
| 2        | 1 min 2 s 21  | Porsche GT2 RS                    | E03                |
| 3        | 1 min 4 s 41  | McLaren 600LT Spider              | E01                |
| 4        | 1 min 4 s 82  | McLaren 720S                      | E02                |
| 5        | 1 min 6 s 51  | Porsche 992 Carrera 4S            | E05                |
| 6        | 1 min 7 s 64  | Mercedes-AMG GT R                 | E07                |
| 7        | 1 min 8 s 12  | Audi R8 RWS                       | E07                |
| 8        | 1 min 8 s 32  | Chevrolet Corvette C6 Grand Sport | E03                |
| 9        | 1 min 8 s 48  | Porsche 911 GTS                   | E03                |
| 10       | 1 min 8 s 95  | BMW M5 4RM                        | E03                |
| 11       | 1 min 9 s 04  | Audi TT RS                        | E05                |
| 12       | 1 min 9 s 09  | Aston Martin Vantage              | E06                |
| 13       | 1 min 9 s 26  | Lamborghini Urus                  | E07                |
| 14       | 1 min 10 s 95 | Alpine A110                       | E01                |
| 15       | 1 min 11 s 55 | Cadillac CTS-V                    | E04                |
| 16       | 1 min 11 s 67 | Alfa Romeo Giulia Quadrifoglio    | E01                |
| 17       | 1 min 11 s 74 | BMW M3 pack competition           | E01                |
| 18       | 1 min 11 s 95 | BMW M5 2RM                        | E03                |
| 19       | 1 min 13 s 46 | Renault Mégane RS                 | E04                |
| 20       | 1 min 13 s 96 | Honda Civic Type R 2017           | E08                |
| 21       | 1 min 15 s 75 | Clio RS Trophy                    | E06                |
| 22       | 1 min 16 s 09 | Ford Fiesta ST                    | E06                |
| 23       | 1 min 17 s 11 | Dodge Demon pluie                 | E04                |
| 24       | 1 min 17 s 78 | Secma F16                         | E06                |
| 25       | 1 min 19 s 00 | Skoda Octavia RS Break            | E06                |
| 26       | 1 min 21 s 88 | Mazda MX-5                        | E06                |
| 27       | 1 min 22 s 96 | Citroen BX GTI                    | E08                |
| 28       | 1 min 23 s 30 | Volkswagen Up GTi                 | E07                |
| 29       | 1 min 27 s 95 | Saab 900                          | E02                |

#### Constructeurs représentés (chronomètre)
| Nation | Constructeur (29)                                                                            | Nombre véhicules |
| ------ | -------------------------------------------------------------------------------------------- | ---------------- |
|        | Audi, BMW, Mercedes-Benz, Porsche, Volkswagen                                                | 19               |
|        | Aston Martin, Bentley, Caterham, Jaguar, McLaren Automotive, Radical Sportscars, Range Rover | 10               |
|        | Alpine, Citroën, Dacia, Peugeot, Renault, Secma                                              | 9                |
|        | Honda, Mazda, Nissan, Subaru*                                                                | 5                |
|        | Cadillac, Chevrolet, Dodge, Ford                                                             | 4                |
|        | Alfa Romeo, Fiat, Lamborghini                                                                | 3                |
| /      | Saab, Skoda                                                                                  | 1                |

### Chrono des invités

#### Invités dans une voiture peu coûteuse
Des personnalités françaises réalisent un tour du circuit situé sur l'aérodrome au volant d'une Dacia Sandero de 90 chevaux modifiée avec un siège baquet, un arceau de sécurité et un volant sport. Les personnalités se rendent sur l'aérodrome pour y réaliser leur tour de circuit chronométré ainsi que pour y tourner les séquences en public.
Légende :
| Saison | Saison |
| ------ | ------ |
|        | 01     |
|        | 02     |
|        | 03     |

| Position | Temps         | Invités                          | Saison et Émission |
| -------- | ------------- | -------------------------------- | ------------------ |
| 1        | 1 min 37 s 65 | Jacques Laffite (pluie)          | E03                |
| 2        | 1 min 37 s 87 | Stéphane De Groodt (pluie)       | E04                |
| 3        | 1 min 39 s 04 | Frank Lebœuf                     | E05                |
| 4        | 1 min 39 s 07 | Vincent Lagaf'                   | E05 (repêchage)    |
| 5        | 1 min 40 s 75 | Vincent Moscato                  | E05                |
| 6        | 1 min 40 s 79 | Jérôme Niel                      | E02                |
| 7        | 1 min 40 s 81 | Arnaud Tsamere (pluie)           | E03                |
| 8        | 1 min 40 s 81 | Jean-Marie Bigard                | E03                |
| 9        | 1 min 40 s 92 | Valérie Bègue                    | E06                |
| 10       | 1 min 41 s 36 | Norbert Tarayre                  | E03                |
| 11       | 1 min 41 s 51 | François Fillon (pluie)          | E06                |
| 12       | 1 min 41 s 72 | Alex Goude (pluie)               | E08                |
| 13       | 1 min 41 s 86 | Sylvain Wiltord (pluie)          | E05                |
| 14       | 1 min 41 s 96 | Philippe Etchebest               | E01                |
| 15       | 1 min 43 s 19 | Ahmed Sylla (pluie)              | E07                |
| 16       | 1 min 43 s 31 | Mathieu Madénian (pluie)         | E01                |
| 17       | 1 min 43 s 60 | Laurent Ournac (pluie)           | E07                |
| 18       | 1 min 44 s 19 | Cécile de Ménibus (pluie)        | E08                |
| 19       | 1 min 44 s 20 | Arnaud Ducret                    | E01                |
| 20       | 1 min 44 s 47 | Laury Thilleman (pluie)          | E05                |
| 21       | 1 min 44 s 56 | Bruno Solo (pluie)               | E07                |
| 22       | 1 min 44 s 57 | Jean-Pierre Foucault             | E08                |
| 23       | 1 min 45 s 18 | Frédéric Chau                    | E07                |
| 24       | 1 min 45 s 33 | Ornella Fleury (pluie)           | E02                |
| 25       | 1 min 45 s 38 | Noom Diawara                     | E07                |
| 26       | 1 min 46 s 35 | Yvan Le Bolloc'h (pluie)         | E07                |
| 27       | 1 min 45 s 82 | David Douillet                   | E04                |
| 28       | 1 min 46 s 60 | Raphaël Mezrahi (pluie)          | E02                |
| 29       | 1 min 46 s 76 | François-Xavier Demaison (pluie) | E05                |
| 30       | 1 min 46 s 98 | Frédéric Diefenthal (pluie)      | E01                |
| 31       | 1 min 48 s 79 | Énora Malagré                    | E03                |
| 32       | 1 min 48 s 83 | Ariane Brodier                   | E04                |
| 33       | 1 min 49 s 09 | Julie Ferrier                    | E06                |
| 34       | 1 min 50 s 60 | Gérard Darmon (pluie)            | E02                |
| 35       | 1 min 50 s 70 | Jean-Marc Généreux               | E08                |
| 36       | 1 min 51 s 68 | Michel Boujenah (pluie)          | E02                |
| 37       | 1 min 52 s 14 | Bruno Putzulu (pluie)            | E01                |
| 38       | 1 min 53 s 16 | Tchéky Karyo (pluie)             | E01                |
| 39       | 1 min 56 s 26 | Pierre Arditi                    | E04                |
| 40       | 1 min 57 s 15 | JoeyStarr                        | E04                |

1 min 33 s 41 : Vincent Lagaf' Refusé car Le Stig conduisait à sa place à la suite d'une tendinite S02E06 mais repêché lors de la Saison 03 Ep 05.

#### AnimateursRMC-BFM TV
1. 1 min 40 s 03 : Jean-Jacques Bourdin S02E10
2. 1 min 40 s 33 : Éric Brunet S02E10
3. 1 min 44 s 45 : Gilbert Brisbois (pluie) S01E10
4. 1 min 45 s 21 : Brahim Asloum (pluie) S01E10
5. 1 min 48 s 87  : Apolline de Malherbe S02E10
6. 1 min 53 s 82 : Alain Marschall (pluie) S01E10
7. 2 min 0 s 38  : Pascale de La Tour du Pin (pluie) S01E10

Légende :
 = Saison 1
 = Saison 2
 = Saison 3

#### Star dans une voiture raisonnablement rapide
Des personnalités françaises réalisent un tour sur un circuit modifié plus rapide toujours situé sur l'aérodrome mais au volant d'une Subaru BRZ de 200 chevaux modifiée avec un siège baquet, un arceau de sécurité et un volant sport à partir de la 4e saison. Les personnalités se rendent sur l'aérodrome pour y réaliser leur tour de circuit chronométré ainsi que pour y tourner les séquences en public.
Légende :
| Saison | Saison |
| ------ | ------ |
|        | 04     |
|        | 05     |
|        | 06     |

| Position | Temps         | Voiture                     | Saison et Émission |
| -------- | ------------- | --------------------------- | ------------------ |
| 1        | 1 min 18 s 39 | David Hallyday              | E08                |
| 2        | 1 min 18 s 47 | Christophe Dechavanne       | E04                |
| 3        | 1 min 18 s 56 | Renaud Lavillenie           | E03                |
| 4        | 1 min 19 s 05 | Stéphane De Groodt          | *E04               |
| 5        | 1 min 19 s 45 | Luc Alphand (pluie)         | E05                |
| 6        | 1 min 20 s 03 | Jacques Laffite             | *E04               |
| 7        | 1 min 20 s 19 | Henri Leconte               | E08                |
| 8        | 1 min 20 s 81 | Mike Horn                   | E01                |
| 9        | 1 min 20 s 83 | Bernard Darniche            | E07                |
| 10       | 1 min 21 s 22 | Ari Vatanen                 | E04                |
| 11       | 1 min 21 s 29 | Florent Manaudou (pluie)    | E05                |
| 12       | 1 min 22 s 23 | Sebastien Chabal (pluie)    | E04                |
| 13       | 1 min 22 s 39 | Anthony Delon (pluie)       | E08                |
| 14       | 1 min 23 s 84 | Frederick Bousquet          | E06                |
| 15       | 1 min 23 s 45 | Christophe Dominici         | E02                |
| 16       | 1 min 24 s 70 | David Brécourt              | E07                |
| 17       | 1 min 24 s 79 | Samuel Le Bihan             | E07                |
| 18       | 1 min 25 s 27 | Luc Ferry (pluie)           | E08                |
| 19       | 1 min 25 s 61 | Michel Cymes                | E04                |
| 20       | 1 min 25 s 70 | Benjamin Castaldi           | E03                |
| 21       | 1 min 25 s 88 | Christian Califano (pluie)  | E03                |
| 22       | 1 min 26 s 01 | Brahim Asloum               | E06                |
| 23       | 1 min 26 s 18 | Guillaume Pley (pluie)      | E07                |
| 24       | 1 min 28 s 17 | Alessandra Sublet           | E06                |
| 25       | 1 min 28 s 83 | Jeanfi Janssens             | E02                |
| 26       | 1 min 29 s 92 | Jérôme Anthony              | E03                |
| 27       | 1 min 30 s 29 | Philippe Bas (pluie)        | E05                |
| 28       | 1 min 31 s 28 | Tom Villa                   | E07                |
| 29       | 1 min 33 s 37 | Monsieur Poulpe             | E02                |
| 30       | 1 min 33 s 39 | Olivier de Benoist (pluie)  | E06                |
| 31       | 1 min 33 s 89 | Issa Doumbia                | E01                |
| 32       | 1 min 33 s 92 | Artus (pluie)               | E01                |
| 33       | 1 min 34 s 07 | Christian Vadim             | E03                |
| 34       | 1 min 34 s 32 | Lionel Abelanski (pluie)    | E05                |
| 35       | 1 min 34 s 88 | Christophe Licata           | E08                |
| 36       | 1 min 34 s 96 | Claude Lelouch              | E06                |
| 37       | 1 min 35 s 84 | Chris Marques               | E08                |
| 38       | 1 min 36 s 31 | Noémie Lenoir (pluie)       | E03                |
| 39       | 1 min 38 s 97 | Basile Boli                 | E05                |
| 40       | 1 min 39 s 40 | Agathe Lecaron              | E02                |
| 41       | 1 min 39 s 48 | Cartman (pluie)             | E01                |
| 42       | 1 min 40 s 50 | Jean-Michel Aphatie (pluie) | E04                |
| 43       | 1 min 44 s 15 | Richard Anconina            | E02                |
| 44       | 1 min 47 s 06 | Luis Fernandez              | E07                |

*Stéphane De Groodt et Jacques Laffite ont voulu se confronter et savoir qui est le plus rapide des deux sur le nouveau circuit avec la voiture raisonnablement rapide en faisant leur retour en cette saison 4.

#### Star dans une voiture raisonnablement invincible
Des personnalités françaises réalisent un tour sur un circuit modifié tout-terrain toujours situé sur l'aérodrome mais au volant d'une Toyota Hilux. Les personnalités se rendent sur l'aérodrome pour y réaliser leur tour de circuit chronométré ainsi que pour y tourner les séquences.
Légende :
| Saison | Saison |
| ------ | ------ |
|        | 07     |

| Position | Temps         | Voiture              | Saison et Émission |
| -------- | ------------- | -------------------- | ------------------ |
| 1        | 2 min 14 s 11 | Sébastien Loeb       | E03                |
| 2        | 2 min 17 s 17 | Olivier Panis        | E05                |
| 3        | 2 min 18 s 83 | Julien Fébreau       | E05                |
| 4        | 2 min 18 s 90 | Dominique Rizet      | E08                |
| 5        | 2 min 19 s 45 | Franky Zapata        | E03                |
| 6        | 2 min 19 s 89 | Arnaud Tsamere       | E08                |
| 7        | 2 min 20 s 51 | Raymond Aabou        | E08                |
| 8        | 2 min 21 s 43 | Gaspard Proust       | E04                |
| 9        | 2 min 21 s 46 | Claude Dartois       | E03                |
| 10       | 2 min 21 s 66 | Camille Lacourt      | E06                |
| 11       | 2 min 25 s 33 | Tom Leeb             | E04                |
| 12       | 2 min 27 s 39 | Côme Levin           | E08                |
| 13       | 2 min 32 s 41 | Booder               | E06                |
| 14       | 2 min 35 s 26 | Greg Guillotin       | E08                |
| 15       | 2 min 43 s 29 | Henri Leconte        | E01                |
| 16       | 2 min 47 s 99 | Sandy Heribert       | E02                |
| 17       | 2 min 51 s 89 | Malika Ménard        | E01                |
| 18       | 3 min 1 s 54  | Jean-Baptiste Guégan | E02                |

À noter que lors du septième épisode, le marchand Julien Cohen n'a pas pu effectuer de chrono à cause d'une blessure lors de son passage sur le circuit.

#### Barbecue challenge
Des personnalités réalisent un tour sur le circuit de rallycross de Dreux, au volant d'une Dacia Logan I Cup rallycross.
Légende : 
| Saison | Saison |
| ------ | ------ |
|        | 09     |

| Position | Temps          | Pilote                     | Saison et Émission |
| -------- | -------------- | -------------------------- | ------------------ |
| 1        | 48 s 637       | Théo Pourchaire            | E04                |
| 2        | 48 s 825       | Aurélien Letheux           | E01                |
| 3        | 49 s 804       | Doriane Pin                | E05                |
| 4        | 49 s 905       | Sylvain Levy               | E01                |
| 5        | 50 s 094       | Pierre Chabrier            | E03                |
| 6        | 51 s 019       | Le Bouseuh                 | E03                |
| 7        | 51 s 056       | Arnaud Tsamere             | E05                |
| 8        | 51 s 434       | Jérôme Niel                | E04                |
| 9        | 52 s 195       | Ilyes Djadel (Disqualifié) | E01                |
| 10       | 52 s 554       | Adil Rami                  | E04                |
| 11       | 52 s 873       | Arnaud Ducret              | E02                |
| 12       | 53 s 006       | Samuel Étienne             | E04                |
| 13       | 53 s 066       | Alban Lenoir               | E03                |
| 14       | 53 s 824       | Pierre Chabrier            | E06                |
| 15       | 54 s 032       | Pierre Antoine Damecour    | E03                |
| 16       | 54 s 317       | Camille Combal             | E01                |
| 17       | 54 s 722       | Tom Villa                  | E02                |
| 18       | 54 s 916       | Etienne Moustache          | E02                |
| 19       | 55 s 770       | Yann CodJordan23           | E06                |
| 20       | 56 s 407       | Bruno Sanchez              | E06                |
| 21       | 57 s 532       | Natoo                      | E02                |
| 22       | 58 s 018       | Morgane Quetier            | E03                |
| 23       | 59 s 284       | Paul de Saint Sernin       | E01                |
| 24       | 1 min 1 s 287  | Étienne Carbonnier         | E05                |
| 25       | 1 min 56 s 270 | Mercotte                   | E05                |
| 26       | 2 min 4 s 719  | Maghla                     | E06                |
| 27       | DNF            | Monsieur Poulpe            | E06                |
| 28       | DNS            | Sylvain Levy               | E06                |

### Bilan Chrono
| -                                            | Temps         | -                            |
| -------------------------------------------- | ------------- | ---------------------------- |
| Classement nouveau circuit                   | 1 min 02 s 18 | Ferrari F8 Tributo           |
| Classement ancien circuit                    | 1 min 12 s 60 | Lamborghini Huracan LP 610.4 |
| Star dans une voiture raisonnablement rapide | 1 min 18 s 39 | David Hallyday               |
| Star dans une voiture raisonnablement rapide | 1 min 28 s 17 | Alessandra Sublet            |
| Star dans une voiture peu coûteuse           | 1 min 37 s 65 | Jacques Laffite              |
| Star dans une voiture peu coûteuse           | 1 min 40 s 92 | Valérie Bègue                |
| Animateurs RMC - BFM TV                      | 1 min 40 s 03 | Jean-Jacques Bourdin         |
| Animateurs RMC - BFM TV                      | 1 min 48 s 87 | Apolline de Malherbe         |

## Audience
| Saison 1 | Saison 2 | Saison 3 | Saison 4 | Saison 5 | Saison 6 | Saison 7 | Saison 8 | Saison 9 |
| -------- | -------- | -------- | -------- | -------- | -------- | -------- | -------- | -------- |

## Épisodes
| Saison | Saison | Épisodes | Début            | Fin              |
| ------ | ------ | -------- | ---------------- | ---------------- |
|        | 01     | 10       | 18 mars 2015     | 13 mai 2015      |
|        | 02     | 11       | 6 janvier 2016   | 20 avril 2016    |
|        | 03     | 12       | 21 décembre 2016 | 19 avril 2017    |
|        | 04     | 8        | 3 janvier 2018   | 22 février 2018  |
|        | 05     | 8        | 26 décembre 2018 | 13 février 2019  |
|        | 06     | 8        | 26 décembre 2019 | 13 février 2020  |
|        | 07     | 8        | 1er avril 2021   | 11 novembre 2021 |
|        | 08     | 6        | 30 mars 2022     | 18 mai 2022      |
|        | 09     | 8        | 15 mars 2024     | 3 mai 2024       |

| Road Trip             | Road Trip                   | Épisodes         | Début             | Fin               |
| --------------------- | --------------------------- | ---------------- | ----------------- | ----------------- |
|                       | Road trip au Japon          | 2                | 2 novembre 2016   | 9 novembre 2016   |
|                       | Road trip en Afrique du Sud | 1                | 1er novembre 2017 | 1er novembre 2017 |
|                       | Road trip au Maroc          | 1                | 28 février 2018   | 28 février 2018   |
|                       | Road trip au Pérou          | 1                | 19 décembre 2018  | 19 décembre 2018  |
| Road trip en Jordanie | 1                           | 20 février 2018  | 20 février 2018   |                   |
| Road trip au Vietnam  | 1                           | 11 novembre 2019 | 11 novembre 2019  |                   |
|                       | Road trip en Écosse         | 1                | 20 février 2020   | 20 février 2020   |
|                       | Road trip en Corse          | 1                | 10 juin 2021      | 10 juin 2021      |

### Saison 1 (2015)
En mars 2014, Jean-Louis Blot, directeur de BBC France, annonce que sa société travaille sur une adaptation française de l'émission Top Gear. Le 28 août 2014, lors de sa conférence de rentrée, RMC Découverte annonce la production d'une version française, dont la diffusion sur la chaîne commence le 18 mars 2015. Les tournages débutent dès la fin de 2014 et le 27 janvier 2015 pour les plateaux sur l'aérodrome de Brienne-le-Château situé non loin de Troyes ; depuis le début de l'émission, l'agence MyClap est responsable du public de l'émission. La première saison est composée de 10 épisodes dont 7 sont totalement inédits et 3 regroupent les meilleurs moments de cette même saison. La première émission diffusée le 18 mars 2015 à 20 h 45 permet à la chaîne RMC Découverte de battre son record d'audience absolu avec 966 000 téléspectateurs (soit 3,6 % de part d'audience), elle fédère 666.000 téléspectateurs en moyenne, soit 2,8% du public.
| #  | Titre                                       | Véhicules                                                                                                 | Défis | Invité(s)                                                                   | Dates de diffusion | Audience | (%)   |
| -- | ------------------------------------------- | --- | --- | --------------------------------------------------------------------------- | ------------------ | -------- | ----- |
| 01 | À l'épreuve des quatre éléments             | Mercedes-AMG GT S • Jaguar F-Type R • Matra-Simca Rancho • Renault Fuego • BMW Série 3 E21                | 1 500 € pour acheter un véhicule les faisant rêver enfant, et le soumettre aux quatre éléments (eau, air, terre, feu). | Philippe Etchebest, Arnaud Ducret                                           | 18 mars 2015       | 926 000  | 3.6 % |
| 02 | La traversée de Paris                       | Nissan Nismo GT-R • Gyroroue • Autolib • BMW i3                                                           | Traverser Paris avec un véhicule électrique.                                                                           | Jérôme Niel                                                                 | 18 mars 2015       | 793 000  | 4,4 % |
| 03 | France-Allemagne, la revanche (Carfootball) | Aston Martin V12 Vantage RS • Corvette C7 Stingray • Opel Adam                                            | Match de carfootball France (Nissan Juke) vs. Allemagne (Opel Adam).                                                   | Jean-Marie Bigard                                                           | 25 mars 2015       | 670 000  | 2.5 % |
| 04 | Défi amphibie                               | Peugeot 208 GTi 30e anniversaire • Ford Fiesta ST • Audi S1                                               | Traverser un lac avec un véhicule amphibie.                                                                            | Stéphane De Groodt                                                          | 1er avril 2015     | 637 000  | 2,4 % |
| 05 | Road trip à la montagne                     | Porsche Cayenne Turbo • Mercedes Classe G 63 AMG • Mini Countryman John Cooper Works • Rolls Royce Wraith | Le meilleur véhicule pour partir à la montagne. Skieur vs. buggy sur une piste de skicross.                            | François-Xavier Demaison                                                    | 8 avril 2015       | 499 000  | 1.9 % |
| 06 | Twingo 3 dans tous ses états                | Twingo III • Mc Laren 650 S Spyder                                                                        | Faire ses courses en Twingo III dans un supermarché.                                                                   | François Fillon                                                             | 15 avril 2015      | 507 000  | 2 %   |
| 07 | Profession cascadeur                        | BMW M4 | Obtenir le permis cascadeur.                                                                                           | Bruno Solo, Yvan Le Bolloc'h                                                | 22 avril 2015      | 625 000  | 2.5 % |
| 08 | Best of 1                                   | - | Visionnage des meilleurs moments de la saison 1 par les animateurs et visite des coulisses.                            | -                                                                           | 29 avril 2015      | 281 000  | 1.1 % |
| 09 | Best of 2                                   | - | Les meilleurs moments de la saison 1 et bêtisier.                                                                      | -                                                                           | 6 mai 2015         | 194 000  | 0.8 % |
| 10 | Best of 3                                   | - | Tester les meilleurs supercars.                                                                                        | Pascale de La Tour du Pin, Brahim Asloum, Alain Marschall, Gilbert Brisbois | 13 mai 2015        | 352 000  | 1.5 % |

### Saison 2 (2016)
La saison 2 de Top Gear France est annoncée le 16 avril 2015 sur LCI par Philippe Lellouche et est confirmée officiellement le 2 septembre 2015 sur les réseaux sociaux de l'émission. Les premiers tournages se déroulent entre fin septembre et décembre 2015 et est diffusée entre le 6 janvier 2016, et le 24 février 2016 (hors épisodes supplémentaires). Les invités de cette saison seront Frédéric Diefenthal, Mathieu Madénian, Gérard Darmon, Ornella Fleury, Arnaud Tsamere, Jacques Laffite, JoeyStarr, Ariane Brodier, Sylvain Wiltord, Laury Thilleman, Vincent Lagaf', Frédéric Chau, Noom Diawara, Jean-Pierre Foucault et Jean-Marc Généreux. Cette saison comporte huit épisodes. Trois épisodes supplémentaires, bêtisiers et meilleurs moments, s'ajouteront aux huit épisodes de la saison, diffusées les mercredi 13 avril 2016 et 20 avril 2016. La saison réunit 645.000 téléspectateurs en moyenne, avec une part de marché qui s'élève à 2,5% du public de quatre ans et plus.
| #  | Titre                             | Véhicules | Défis | Invité(s) | Dates de diffusion | Audience | (%)   |
| -- | --------------------------------- | --- | --- | --- | ------------------ | -------- | ----- |
| 01 | Les bonnes résolutions            | Peugeot 204 • Mercedes C63 AMG S • Lamborghini Aventador SV • Renault Twizy Cargo | Course en Crazy Cart | Frédéric Diefenthal, Mathieu Madénian | 6 janvier 2016     | 759 000  | 3 %   |
| 02 | La relève du Defender             | Defender Heritage • Char Leclerc • BMW i8 • Tesla Model S P85D • Range Rover SVR • Humvee 6 Series                                                                                   | Range Rover SVR contre Humvee 6 Series | Gérard Darmon, Ornella Fleury | 13 janvier 2016    | 754 000  | 3 %   |
| 03 | Le challenge des petites voitures | Citroën Acadiane • Porsche 924 • Ford Taunus • Porsche 918 Spyder | Faire une partie de Colin-maillard, de cache-cache, chaises musicales et de chamboule-tout avec les voitures fétiches des animateurs                                                                                            | Arnaud Tsamere, Jacques Laffite | 20 janvier 2016    | 590 000  | 2.3 % |
| 04 | Challenge vintage                 | Fiat Multipla • Mercedes A45 AMG • BMW M135i • Audi RS3 | Customiser le Fiat Multipla | JoeyStarr, Ariane Brodier | 27 janvier 2016    | 590 000  | 2.3 % |
| 05 | Le permis cascade Niveau 2        | Pontiac Firebird Trans Am • DeLorean DMC-12 • Ford Torino • Toyota Celica • Ford Probe • Audi Coupé GT • Radical RXC Turbo 500 • Caterham 485R                                       | Obtenir le permis cascadeur de niveau 2 | Sylvain Wiltord, Laury Thilleman, (Valérie Bègue hors plateau) | 3 février 2016     | 586 000  | 2.3 % |
| 06 | Le défi des pilotes               | Audi R8 • Audi R8 V10+ • Audi TTS • Citroën DS • DS 5 • Peugeot 403 • DS Divine | Série de tests "made in Tone" | Vincent Lagaf' | 10 février 2016    | 713 000  | 2.8 % |
| 07 | Les Jeux Olympiques d'été         | Volkswagen Coccinelle Couture • Citroën C4 Cactus • Smart • Kia Rio • AC Cobra MK VI GT (en)                                                                                         | Concourir aux 4 disciplines olympiques revisitées façon « Top Gear » (Relais 4 × 100 mètres, athlétisme, lutte, pétanque et biathlon)                                                                                           | Frédéric Chau, Noom Diawara | 17 février 2016    | 506 000  | 2 %   |
| 08 | Car vs man                        | Alfa Romeo 75 • Fiat Cinquecento • Renault Clio • Toyota Celica • Bentley Continental GTC Speed • Tracteur Lamborghini Nitro 130 T4i • Massey Ferguson 8727 • John Deere Terréa 625R | Les skyrunners contre Bentley Continental GTC Speed (Le Tone). Roadtrip entre le studio de Top Gear (Brienne-le-Château) vers Paris.                                                                                            | Jean-Pierre Foucault, Jean-Marc Généreux, (Chris Marques hors plateau) | 24 février 2016    | 659 000  | 2,6 % |
| 09 | Les défis les plus fous           | | Un bêtisier et les meilleurs moments de la saison 2 (course dans une carrière abandonnée, une virée en montagne entre Tone et Chris Marques, course entre Land Rover Defender et char Leclerc, customisation des Fiat Multipla) | | 13 avril 2016      | 392 000  | 2,6 % |
| 10 | Challenge RMC/BFM TV              | | Pour cette saison, Jean-Jacques Bourdin, Éric Brunet et Apolline de Malherbe sont venus s'affronter sur la piste Top Gear France à l'occasion du challenge RMC/BFM TV.                                                          | Jean-Jacques Bourdin, Éric Brunet, Apolline de Malherbe | 20 avril 2016      | 386 000  | 1,6 % |
| 11 | Les coulisses                     | | Les coulisses de la saison 2 avec les invités de cette saison | Frédéric Diefenthal, Mathieu Madénian, Gérard Darmon, Ornella Fleury, Arnaud Tsamere, Jacques Laffite, JoeyStarr, Ariane Brodier, Sylvain Wiltord, Laury Thilleman, Vincent Lagaf', Frédéric Chau, Noom Diawara, Jean-Pierre Foucault, Jean-Marc Généreux | 20 avril 2016      | 386 000  | 1,6 % |

#### Road trip au Japon
Pour le premier épisode de ce road-trip au Japon, "de Tokyo au mont Fuji", diffusé le 2 novembre 2016, 524 000 téléspectateurs étaient au rendez-vous, pour 2,1 % de PDA. Tandis que le deuxième, "Tour de piste a Motegi" diffusé le 9 novembre 2016 à 20h50, a réuni seulement 433 000 téléspectateurs avec 1,8% de PDA.

### Saison 3 (2016-2017)
La saison 3 de Top Gear France est annoncée le 4 mars 2016 dans un communiqué de presse de la chaine RMC Découverte.
Le 1er épisode est diffusé le 21 décembre 2016. 707.000 téléspectateurs en moyenne étaient au rendez-vous chaque semaine, soit 2,8% du public de quatre ans et plus.
| #  | Titre                            | Véhicules                                                                              | Défis | Invité(s) | Dates de diffusion | Audience | (%)   |
| -- | -------------------------------- | -------------------------------------------------------------------------------------- | --- | --- | ------------------ | -------- | ----- |
| 01 | Les indestructibles.             | Volvo break 850, Peugeot 504, Lada Niva et Porsche 911                                 | Faire céder ces indéfectibles machines par tous les moyens possibles (dynamite; tractopelle et, etc.). | Tchéky Karyo et Bruno Putzulu | 21 décembre 2016   | 751 000  | 3%    |
| 02 | Le permis cascade niveau expert. | Honda NSX                                                                              | Obtenir le permis cascade niveau expert. | Raphaël Mezrahi et Michel Boujenah | 28 décembre 2016   | 625 000  | 2,6%  |
| 03 | L'auto-école de Jacques Laffite  | Alfa Romeo 4C, Peugeot 308 GTI et Peugeot 309 GTI                                      | En une journée Philippe, avec une Alfa Romeo 4C, va devoir améliorer son temps de dix secondes, s'offrant une leçon de pilotage avec Jacques Laffite. Bruce et Le Tone s'opposeront avec une Peugeot 308 GTI et une Peugeot 309 GTI | Norbert Tarayre, Énora Malagré et Jacques Laffite (en guest star) | 4 janvier 2017     | 810 000  | 3.2 % |
| 04 | Deux supercars au Castellet      | Lamborghini Huracan LP 610.4, McLaren 570S, BMW Série 7 Limousine et Aston Martin DB11 | Bruce et Le Tone vont tester et comparer deux supercars à prix cassé, une Lamborghini Huracán et une McLaren 570S sur le circuit Paul-Ricard au Castellet | Pierre Arditi, David Douillet | 11 janvier 2017    | 696 000  | 2.8 % |
| 05 | Le défi de la Cote d'Azur        | Citroën e-Méhari, Renault 5 Turbo 2, Ford Mustang et Ford Focus RS                     | Une course terre avec la Citroën e-Méhari (Le Tone et Bruce Jouanny) vs mer avec l'overboard (Vincent Lagaf') ; Le premier arrivé à St Tropez gagnera cette course | Frank Lebœuf, Vincent Moscato et Vincent Lagaf' | 18 janvier 2017    | 741 000  | 3 %   |
| 06 | La Course Impossible             | Peugeot 208, Golf GTI, Honda Civic Type R et BMW M2                                    | Philippe, Bruce et Tone vont tester leur résistance à la 208 Cup, une course d'endurance et de relai de 6h | Valérie Bègue et Julie Ferrier | 25 janvier 2017    | 688 000  | 2.8 % |
| 07 | Road Trip au Portugal            | Porsche 718 Boxster, Range Rover Evoque et Mercedes S 63 AMG                           | Lors de ce Road Trip au sud du Portugal, Bruce et Tone voudront se débarrasser et pousser Philippe à prendre sa retraite. Acceptera-t-il que ce road trip se transforme en repérage pour ses vieux jours ? | Laurent Ournac et Ahmed Sylla | 1er février 2017   | 661 000  | 2.6 % |
| 08 | La course des caravanes          | Bentley Bentayga et Ferrari F40                                                        | Une course avec des caravanes qui finit par la destruction totale de celles-ci qui se retrouvent transformées en tas de ferraille. | Cécile de Ménibus et Alex Goude | 8 février 2017     | 686 000  | 2.7 % |
| 09 | Le meilleur du pire              |                                                                                        | le "meilleur du pire" de la saison 3, entre les loupés lors de la course de 208 Cup, des séquences cafouillages inédites ou encore des cascades impossibles. | | 12 avril 2017      | 302 000  | 1.3%  |
| 10 | Top 5 des supercars              |                                                                                        | retour sur les supercars croisées tout au long de la saison 3. Porsche 911R, Ferrari F40 et quelques autres bolides constituent un Top 5 inédit. Retrouvez également les coups de gueule des invités au volant de la voiture raisonnablement peu coûteuse, et un essai à fond la gomme de la Renault 5 Turbo 2 au mythique col de Turini. | Tchéky Karyo, Bruno Putzulu, Raphaël Mezrahi, Michel Boujenah, Norbert Tarayre, Énora Malagré, Pierre Arditi, David Douillet, Frank Lebœuf, Vincent Moscato, Vincent Lagaf', Valérie Bègue, Julie Ferrier, Laurent Ournac, Ahmed Sylla, Cécile de Ménibus et Alex Goude | 12 avril 2017      | 302 000  | 1.3%  |
| 11 | Moment inédit                    |                                                                                        | coulisses des tournages, notamment lors des road-trips au Portugal et au Japon. | | 19 avril 2017      | 196 000  | 0.8%  |
| 12 | Challenge RMC/BFM TV             |                                                                                        | Pour cette saison, Dorothée Balsan, Jean-Baptiste Boursier, Olivier Truchot et Dominique Rizet vont s'affronter sur la piste Top Gear France à l'occasion du challenge RMC/BFM TV. | Dorothée Balsan, Jean-Baptiste Boursier, Olivier Truchot et Dominique Rizet | 19 avril 2017      | 196 000  | 0.8%  |

#### Road trip en Afrique du Sud
Entre la saison 3 et la saison 4, cet épisode road-trip en Afrique du Sud a été diffusé le 1er novembre 2017.

### Saison 4 (2018)
Le 12 avril 2017, Philippe Lellouche annonce dans Le grand direct des médias sur Europe 1 annonce avoir signé pour trois nouvelles saisons. La quatrième saison fédère près de 630.000 téléspectateurs en moyenne, soit 2,6% du public.
| #  | Titre                                | Véhicules                                                                                     | Défis | Invité(s)                                                        | Dates de diffusion | Audience | (%)  |
| -- | ------------------------------------ | --------------------------------------------------------------------------------------------- | --- | ---------------------------------------------------------------- | ------------------ | -------- | ---- |
| 01 | Nouvelle saison et test tout terrain | Citroën C3 • Alfa Romeo Giulia Quadrifoglio • Subaru BRZ                                      | Philippe teste la nouvelle Citroën C3 dans une galerie commerciale, Bruce teste la version C3 WRC aux côtés de Daniel Elena et le Tone équipe la version citadine pour la techno parade. Le Tone teste l'Alfa Romeo Giulia Quadrifoglio, pour savoir si elle revient bien aux fondamentaux de la marque Alfa. | Artus et Cartman                                                 | 3 janvier 2018     | 742 000  | 2.9% |
| 02 | La course contre la montre Suisse    | Donkervoort D8 GTO RS • McLaren 720S                                                          | Bruce part en Suisse avec la DonkervoortD8 GTO RS, puis il est interrompu par Le Tone et Philippe, qui lui lancent un défi, une course avec un bateau à voile contre la Donkervoort. | Christophe Dominici et Agathe Lecaron                            | 10 janvier 2018    | 713 000  | 2.9% |
| 03 | Le Chantier des Jeux Olympiques      | Chevrolet Corvette C6 Grand Sport • Porsche 911 GTS                                           | Les JO de Paris 2024 approchent. Les 3 compères veulent aider à l'avancée des travaux, sauf que, déclarés nuls, ils décident finalement de faire une course dans la carrière. | Benjamin Castaldi et Christian Vadim                             | 17 janvier 2018    | 580 000  | 2.4% |
| 04 | La crise de la quarantaine           | Viper GTS                                                                                     | Bruce rend hommage à une véritable icône des années 1990, la Viper GTS. | Michel Cymes, Ari Vatanen, Stéphane De Groodt et Jacques Laffite | 24 janvier 2018    | 699 000  | 2.9% |
| 05 | Si tu freines, t'as perdu !          | Audi TT RS                                                                                    | Tout en se tournant vers l'écologie, les trois animateurs font une course dans les rues de Reims avec des véhicules électriques. | Lionel Abelanski et Florent Manaudou                             | 31 janvier 2018    | 571 000  | 2.3% |
| 06 | La Vengeance d'Alain Prost           | Mazda MX-5 • Clio RS Trophy • Skoda Octavia RS Break • Maserati 3200 GT • Ford GT40 • Ford GT | À bord de voitures 100 % british tous 3 partent à Jersey récupérer et dérober le trophée d'Alain Prost injustement détenu par le pilote britannique Nigel Mansell dans son musée puis se faire prendre en chasse par la police                                                                                | Claude Lelouch et Alessandra Sublet                              | 7 février 2018     | 576 000  | 2.3% |
| 07 | Le challenge Off Road                | Mercedes AMG GTR 585 et Porsche Panamera                                                      | Ils doivent réaliser une course d'orientation aves des véhicules Off Road sans jamais emprunter une route bitumée au cœur du Puy de Dôme | Samuel Le Bihan et David Brécourt                                | 14 février 2018    | 485 000  | 2%   |
| 08 | Road Trip en Azerbaïdjan             | Huron et Venturi 300 Atlantique                                                               | Bruce et Tone vont en Azerbaïdjan sauf Philippe qui a tort et pense que c'est un plan foireux de la prod, abandonne ses compères car cela prend des allures de perfect trip . | David Hallyday et Henri Leconte                                  | 22 février 2018    | 654 000  | 2.7% |

#### Road trip au Maroc
L'épisode road-trip au Maroc a été diffusé le mercredi 28 février 2018. 653 000 téléspectateurs étaient au rendez-vous, avec un pic d'audience a 771 000 téléspectateurs.

#### Road trip au Pérou
L'épisode road-trip au Pérou a été diffusé le mercredi 19 décembre 2018. 495 000 téléspectateurs étaient au rendez-vous.

### Saison 5 (2019)
La saison 5 fédère en moyenne et en audience consolidée 595.000 téléspectateurs en moyenne, soit 2,4% du public.
| #  | Titre                                   | Véhicules                                                       | Défis | Invité(s)                           | Dates de diffusion | Audience | (%)  |
| -- | --------------------------------------- | --------------------------------------------------------------- | --- | ----------------------------------- | ------------------ | -------- | ---- |
| 01 | Le permis de conduire Top Gear          | Ford Mustang • Audi RS3 berline • Bugatti Veyron • Alpine A110  | Ford Mustang double pédale et de l'Audi RS3 berline sur un anneau de vitesse avec Jacques Laffite comme moniteur d'auto-école. | Mike Horn et Issa Doumbia           | 26 décembre 2018   | 565 000  | 2,6% |
| 02 | Leçon de conduite sur glace en Finlande | Ferrari 812 Superfast                                           | Accompagnés par Ari Vatanen, les présentateurs découvrent les pistes glacées de Laponie, et ce à travers différentes épreuves: slalom, course-relais, etc. | Richard Anconina                    | 2 janvier 2019     | 554 000  | 2.3% |
| 03 | Le challenge aérien                     | BMW X5 • Porsche GT2 RS                                         | Ils décident de se lancer dans plusieurs défis totalement aérien; un millier de ballons aériens permettant de faire décoller des voitures dans les airs, décollage d'avion depuis le toit d'une BMW X5 et une opposition Porsche GT2 RS VS avion de voltige .                                 | Renaud Lavillenie et Jérôme Anthony | 9 janvier 2019     | 567 000  | 2,4% |
| 04 | Le défi de Christophe Dechavanne        | Cadillac CTS-V • Chevrolet Bel Air 1957                         | Christophe Dechavanne se mesure aux trois animateurs avec plusieurs défis qui lui sont proposés; un contre la montre sur piste d'aéroport, une course à l'aveugle en 2CV, et avec des voitures incendiés.                                                                                     | Christophe Dechavanne               | 16 janvier 2019    | 596 000  | 2,6% |
| 05 | Mission survie avec Mike Horn           | Lamborghini Countach • Mercedes-Benz Classe G • Renault Alaskan | En pleine nature Philippe Lellouche prend une leçon de survie sous l'égide de Mike Horn, au volant de la toute dernière Mercedes Classe G. De simples exercices de franchissement Mike décide de revoir ses plan en poussant Philippe dans ses ultimes retranchement                          | Basile Boli                         | 23 janvier 2019    | 525 000  | 2,2% |
| 06 | La course ultime                        | Aston Martin Vantage                                            | Tout trois sont lancés en pleine vitesse dans une course de relais a bord d'une Audi Quattro A1 Groupe B, contre le pilote de Formule 1 René Arnoux, le multiple champion d'Europe des rallyes Bernard Darniche et le vainqueur du Paris-Dakar Bruno Saby, trois légendes du sport automobile | Olivier de Benoist et Ari Vatanen   | 30 janvier 2019    | 531 000  | 2,3% |
| 07 | Une supercar de A à Z                   | Audi R8 RWS                                                     | Nos trois comparses décident de construire ensemble leur propre supercar de A à Z à leur image, mais le travail s'annonce compliqué. | Tom Villa et Guillaume Pley         | 6 février 2019     | 467 000  | 2,0% |
| 08 | Road trip électrique                    | Citroën BX GTI                                                  | Un Road trip 100% électrique en Dordogne, Bruce et Phil choisissent des voitures écologiques de plus de 500 CV sauf Tone qui opte pour une Autolib' parisienne. Pour les 100 ans de Citroën, Tone roulera dans une Bugatti.                                                                   | Luc Ferry et Anthony Delon          | 13 février 2019    | 527 000  | 2,3% |

#### Road trip en Jordanie
L'épisode road-trip en Jordanie a été diffusé le mercredi 20 février 2019. 563 000 téléspectateurs étaient au rendez-vous.

#### Road trip au Vietnam
L'épisode road-trip au Vietnam a été diffusé le lundi 11 novembre 2019. 422 000 téléspectateurs étaient au rendez-vous.

### Saison 6 (2020)
La saison 6 fédère en moyenne 683.000 téléspectateurs, soit 2,9% du public.
| #  | Titre                    | Véhicules                                                                                         | Défis | Invité(s)                               | Dates de diffusion | Audience | (%)  |
| -- | ------------------------ | ------------------------------------------------------------------------------------------------- | ----- | --------------------------------------- | ------------------ | -------- | ---- |
| 01 | La fièvre du camping     |                                                                                                   |       | Esteban Ocon                            | 26 décembre 2019   | 613 000  | 2,9% |
| 02 | Game of Tone             |                                                                                                   |       | Monsieur Poulpe et Jeanfi Janssens      | 2 janvier 2020     | 652 000  | 2,9% |
| 03 | Cascades Hollywoodiennes |                                                                                                   |       | Noémie Lenoir et Christian Califano     | 9 janvier 2020     | 528 000  | 2,3% |
| 04 | L'armée                  |                                                                                                   |       | Sebastien Chabal et Jean-Michel Aphatie | 16 janvier 2020    | 584 000  | 2,6% |
| 05 | L'apocalypse             | Porsche 911 (992) 4S • Porsche 911 (911) • Porsche 911 (993) • Porsche 914 • Porsche 928 • BMW M1 |       | Luc Alphand et Philippe Bas             | 23 janvier 2020    | 557 000  | 2,5% |
| 06 | Le monde des records     | Rolls-Royce Phantom VIII • Rolls-Royce Cullinan                                                   |       | Frederick Bousquet et Brahim Asloum     | 30 janvier 2020    | 593 000  | 2,7% |
| 07 | Big Gear                 |                                                                                                   |       | Luis Fernandez et Bernard Darniche      | 6 février 2020     | 572 000  | 2,6% |
| 08 | La France des champions  |                                                                                                   |       | Chris Marques et Christophe Licata      | 13 février 2020    | 502 000  | 2,3% |

#### Road trip en Écosse
L'épisode road-trip en Écosse a été diffusé le 20 février 2020. 517 000 téléspectateurs étaient au rendez-vous.

### Saison 7 (2021)
Le lancement de la saison 7 a attiré 506 000 téléspectateurs. La moyenne est de 406 000 téléspectateurs.
| #  | Titre                             | Véhicules                                                                                             | Défis | Invité(s)                                        | Dates de diffusion | Audience | (%)   |
| -- | --------------------------------- | --- | ----- | ------------------------------------------------ | ------------------ | -------- | ----- |
| 01 | Spéciale Luc Alphand              | Peugeot 205 Turbo 16 • Porsche 718 Cayman GT4                                                         |       | Henri Leconte et Malika Ménard                   | 1er avril 2021     | 506 000  | 2,2 % |
| 02 | Les 4 Fantastiques                | |       | Jean-Baptiste Guégan et Sandy Heribert           | 8 avril 2021       | 350 000  | 1,5 % |
| 03 | Spéciale James Bond               | Aston Martin DBS Superleggera • Land Rover Defender II • Porsche Taycan Turbo S • Porsche 911 Turbo S |       | Sébastien Loeb, Franky Zapata et Claude Dartois  | 15 avril 2021      | 540 000  | 2,3 % |
| 04 | Spéciale Tour de France           | |       | Tom Leeb et Gaspard Proust                       | 22 avril 2021      | 515 000  | 2,2 % |
| 05 | Spéciale véhicules d'intervention | |       | Olivier Panis et Julien Fébreau                  | 29 avril 2021      | 477 000  | 1,9 % |
| 06 | Spéciale poids lourd              | Isetta • Microlino                                                                                    |       | Camille Lacourt et Booder                        | 28 octobre 2021    | 342 000  | 1,6 % |
| 07 | Spéciale David Hallyday           | Ferrari F8 Tributo                                                                                    |       | Arnaud Tsamere, Côme Levin et Julien Cohen       | 4 novembre 2021    | 241 000  | 1,1 % |
| 08 | Bienvenue chez le Ch'tig          | Ferrari Roma                                                                                          |       | Raymond Aabou, Greg Guillotin et Dominique Rizet | 11 novembre 2021   | 277 000  | 1,3 % |

#### Road trip en Corse
L'épisode road-trip en Corse a été diffusé le 10 juin 2021. 358 000 téléspectateurs étaient au rendez-vous.

#### Spécial JO d'hiver mécanique
L'épisode spécial JO d'hiver mécanique a été diffusé le 18 novembre 2021. 304 000 téléspectateurs étaient au rendez-vous.

### Saison 8 (2022)
Le lancement de la saison 8 a attiré 368 000 téléspectateurs et 1,7 % du public. La moyenne est de 321 333 téléspectateurs.
| #  | Titre                     | Véhicules                                                                          | Défis | Invité(s)                                          | Dates de diffusion | Audience | (%)   |
| -- | ------------------------- | ---------------------------------------------------------------------------------- | ----- | -------------------------------------------------- | ------------------ | -------- | ----- |
| 01 | Survie en SUV             | Bentley Bentayga • Aston Martin DBX • Dacia Duster • Audi RS6 • Mercedes E63 AMG S |       | Mark Webber                                        | 30 mars 2022       | 368 000  | 1,7 % |
| 02 | Les indestructibles       | Ferrari SF90 Stradale                                                              |       | Raphaël Ibañez, Adil Rami                          | 6 avril 2022       | 311 000  | 1,4%  |
| 03 | France Vs Allemagne       | Porsche 911 GT3                                                                    |       | Jacky Ickx, Vanina Ickx                            | 13 avril 2022      | 334 000  | 1,5 % |
| 04 | Match 1 Vs Match E        |                                                                                    |       | Johann Zarco                                       | 4 mai 2022         | 271 000  | 1,2 % |
| 05 | La bourre est dans le pré |                                                                                    |       | Bixente Lizarazu                                   | 11 mai 2022        | 285 000  | 1,4 % |
| 06 | Vers l'infini et on verra |                                                                                    |       | François Allain, Gerry Blyenberg, Aurélien Letheux | 18 mai 2022        | 359 000  | 1,8 % |

#### Road trip électrique en Norvège
L'épisode road-trip électrique en Norvège est diffusé le 27 avril 2022. 330 000 téléspectateurs étaient au rendez-vous.

#### Spécial Dakar
L'épisode spécial Dakar est diffusé le 25 mai 2022.

#### Spécial «Go Fast ou Presque»
L'épisode spécial Go Fast ou Presque est diffusé le 1er juin 2022.

### Saison 9 (2024)
Face à un essoufflement des audiences huit ans après le début de l'émission,, RMC Découverte renouvelle sa présentation avec le duo de vidéastes Sylvain Levy et Pierre Chabrier, connus pour leur chaîne YouTube Vilebrequin. La chaîne souligne « Un vrai tournant dans l’histoire de Top Gear France  [...] [une] volonté de toucher un public toujours plus nombreux, adepte des nouveaux supports, des nouveaux formats et des plateformes » dans un communiqué publié le 17 mai 2023,. Le service vidéo Prime Video devient également diffuseur du programme pour cette neuvième saison. Quelques jours après, Monsieur Poulpe confirme son arrivée au sein de l'équipe d'écriture de l'émission. Le 20 février 2024, RMC Découverte annonce le début de la diffusion de la saison 9 pour le 15 mars.
| #  | Titre                                 | Véhicules | Défis | Invité(s) | Dates de diffusion | Audience | (%)  |
| -- | ------------------------------------- | --- | ----- | --- | ------------------ | -------- | ---- |
| 01 | Ceux qui partent en Allemagne         | Lamborghini Huracán • Porsche 911 (992) • Ferrari 458 Italia • Mercedes-Benz Classe CL • Audi Q7 • BMW M5 (E60/E61) • Dacia Logan I |       | Ahmed Sylla, Julien Arruti, Aurélien Letheux, Ilyes Djadel, Paul de Saint Sernin, Camille Combal                   | 15 mars 2024       | 521 000  | 2,8% |
| 02 | Ceux qui infiltrent la police         | Renault Scénic II • Peugeot 607 • Peugeot 1007 • Renault Mégane III • Dacia Logan I                                                 |       | Alban Lenoir, Arnaud Ducret, Tom Villa, Natoo, Etienne Moustache                                                   | 22 mars 2024       | 217 000  | 1,2% |
| 03 | Ceux qui revivent leurs années tuning | Audi TT 8N • Land Rover Range Rover L322 • Renault Clio II • Jaguar XJ220 • Dacia Logan I                                           |       | Amixem, Mathieu Madénian, Alban Lenoir, Pierre-Antoine Damecour, LeBouseuh, Morgane Quetier.                       | 29 mars 2024       | 302 000  | 1,6% |
| 04 | Ceux qui font du rallye               | Subaru Impreza • Chrysler Crossfire • Peugeot 307 CC • Peugeot 908 HDi FAP • Dacia Logan I                                          |       | Arnaud Tsamere, Sébastien Loeb, Ari Vatanen, Lucas Pastor, Adil Rami, Samuel Étienne, Jérôme Niel, Théo Pourchaire | 5 avril 2024       | 354 000  | 1,9% |
| 05 | Ceux qui sauvent la planète           | |       | Redouane Bougheraba, Mercotte, Arnaud Tsamere, Étienne Carbonnier, Doriane Pin                                     | 12 avril 2024      | 251 000  | 1,4% |
| 06 | Ceux qui deviennent gangsters         | Citroën C5 I • Audi RS6 • Porsche Cayenne I • BMW 2002 turbo • BMW M2 • Dacia Logan I                                               |       | Éric Judor, Monsieur Poulpe, Bruno Sanchez, Maghla, Yann CodJordan23                                               | 19 avril 2024      | 353 000  | 1,9% |
| 07 | Ceux qui ont fait n'importe quoi      | |       | | 26 avril 2024      | 219 000  | 1,2% |
| 08 | Ceux qui ont tout cassé               | |       | | 3 mai 2024         | 156 000  | 0,9% |

### Saison 10 (2025)
| #  | Titre                                              | Véhicules | Défis | Invité(s)                                                                                 | Dates de diffusion | Audience | (%) |
| -- | -------------------------------------------------- | --------- | ----- | ----------------------------------------------------------------------------------------- | ------------------ | -------- | --- |
| 01 | Ceux qui deviennent de vrais militaires            |           |       | Chicandier, Studio Danielle, Sandy_GLT, Farine de blé, Chef Eugénie 2.0                   | 14 mai 2025        | 233 000  |     |
| 02 | Ceux qui font un very bad road trip en Ouzbékistan |           |       | Pierre Chabrier                                                                           | 21 mai 2025        | 202 000  |     |
| 03 | Ceux qui veulent devenir cascadeurs                |           |       |                                                                                           | 28 mai 2025        |          |     |
| 04 | Ceux qui aiment les anglaises (et les anglais)     |           |       | Paul Taylor, Étienne Moustache, Scoot2Street, Les Pilotes du Dimanche, Christian Califano | 4 juin 2025        |          |     |
| 05 | Ceux qui deviennent pilote de F1                   |           |       |                                                                                           | 11 juin 2025       |          |     |
| 06 | Ceux qui retournent les années 80                  |           |       |                                                                                           | 18 juin 2025       |          |     |
| 07 | Ceux qui ont tout retourné                         |           |       |                                                                                           | 18 juin 2025       |          |     |

### Constructeurs représentés lors des saisons
|                    |               |           |             |             |            | //          |                          |
| ------------------ | ------------- | --------- | ----------- | ----------- | ---------- | ----------- | ------------------------ |
| Aston Martin       | BMW           | Ford      | Peugeot     | Alfa Romeo  | Honda      | Skoda       |                          |
| Bentley            | Audi          | Chevrolet | Renault     | Fiat        | Mazda      | Saab,Volvo  |                          |
| Caterham           | Mercedes-Benz | Dodge     | Citroën     | Lamborghini | Nissan     | Kia         |                          |
| Jaguar             | Porsche       | Cadillac  | Bugatti     | Ferrari     | Subaru     | Lada        |                          |
| McLaren Automotive | Volkswagen    | Pontiac   | Venturi     | Maserati    | Toyota     | Donkervoort |                          |
| Radical Sportscars | Smart         | Tesla     | Secma       | -           | Mitsubishi | Microlino   |                          |
| Land Rover         | -             | -         | Smartinette | -           | -          | -           |                          |
| Rolls Royce        | -             | -         | MPM Motors  | -           | -          | -           |                          |
| -                  | -             | -         | -           | -           | -          | -           |                          |
| 8                  | 6             | 6         | 8           | 5           | 6          | 7           | Total (46) constructeurs |